# Haltepunkt Solingen-Schaberg
Der Haltepunkt Solingen-Schaberg ist ein Haltepunkt in der bergischen Großstadt Solingen nahe der Müngstener Brücke.

## Lage

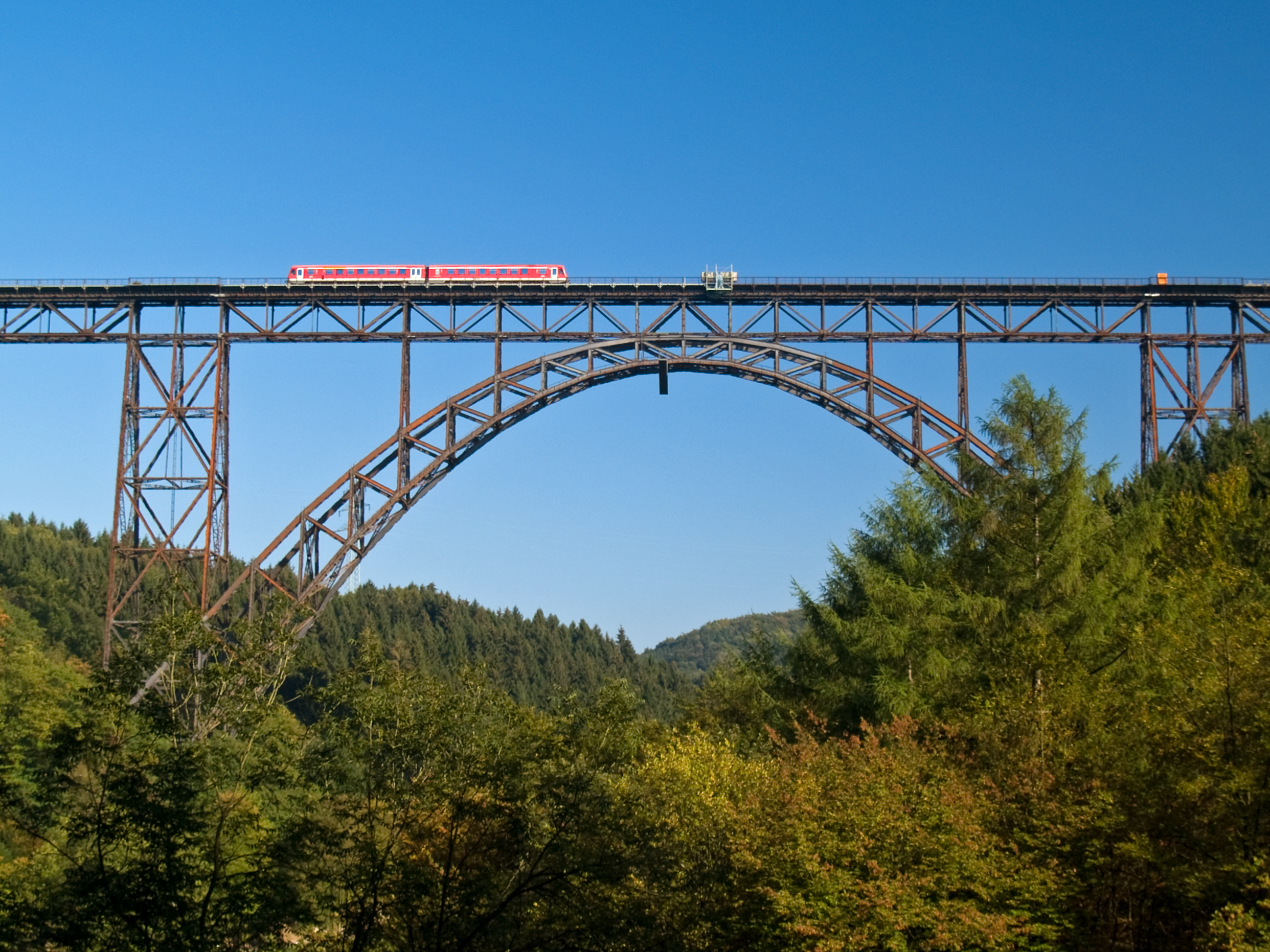
Die direkt benachbarte Müngstener Brücke

Der Haltepunkt Solingen-Schaberg befindet sich abgeschieden am Rande eines Waldgebietes – fernab aller Haupt- und Durchgangsstraßen sowie ohne Anschluss an den Busverkehr – im äußersten Osten Solingens nahe dem namensgebenden Ortsteil Schaberg. Er liegt auf einer Anhöhe oberhalb der Wupper, die wenige hundert Meter weiter östlich von der 107 Meter hohen Müngstener Brücke überspannt wird, der höchsten Eisenbahnbrücke Deutschlands.
Der Haltepunkt ist durch zahlreiche Wanderwege unter anderem mit dem Brückenpark Müngsten verbunden. Auch Anschluss an den ganz Solingen umschließenden Wanderweg, den Klingenpfad, besteht von Schaberg aus.

## Geschichte

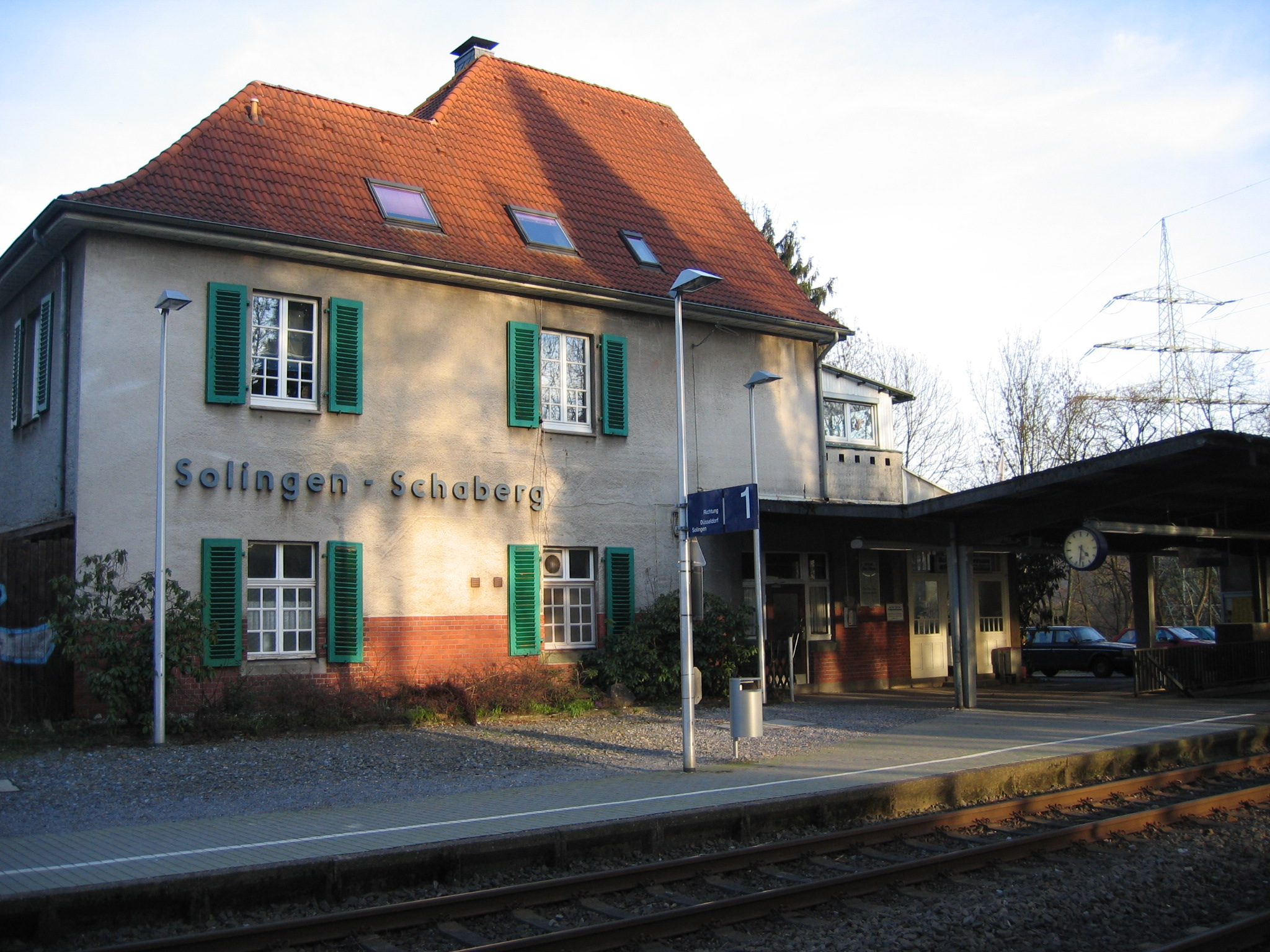
Rückseite des Bahnhofsgebäudes

Er wurde erstmals im Jahre 1897 im Zuge der Errichtung der nahen Müngstener Brücke eröffnet. Nachdem diese fertiggestellt wurde, diente er vordringlich touristischen Zwecken. Im Jahre 1906 wurde das Bahnhofsgebäude durch einen Tornado vollkommen zerstört, der über den Bereich Müngsten fegte (Wirbelsturm im Bergischen Land 1906). Zwei Jahre später wurde das Bahnhofsgebäude in neuer Form unter dem Einfluss des Jugendstils wiedererrichtet. Seither befindet sich in den Räumlichkeiten auch eine Bahnhofsgaststätte.
Seit dem 2. März 1998 ist das Bahnhofsgebäude eingetragenes Baudenkmal.
Am 11. September 1999 wurde der Bahnhof Schauplatz eines Zugunglücks, bei dem ein mit Schotter beladener Bauzug mit rund 60 km/h auf einen im Bahnhof stehenden, anderen Bauzug auffuhr. Fünf Personen erlitten dabei leichte Verletzungen, der Sachschaden betrug mindestens drei Millionen D-Mark.
Während der Sanierung der Müngstener Brücke zwischen 2011 und 2015 und der damit einhergehenden Streckensperrung blieb der Haltepunkt Schaberg lange Zeit ungenutzt.
Diesen Zeitraum nutzte die DB Station&Service als Gelegenheit, die beiden Bahnsteige auf 76 cm über Schienenoberkante zu erhöhen und ein Blindenleitsystem zu integrieren. Außerdem wurde der Bahnsteig am Gleis Richtung Remscheid um rund 65 Meter in Richtung Müngstener Brücke verschoben. Trotzdem ist dieser Bahnsteig nach wie vor nur über eine Unterführung mit Treppen zu erreichen.

## Bedienung

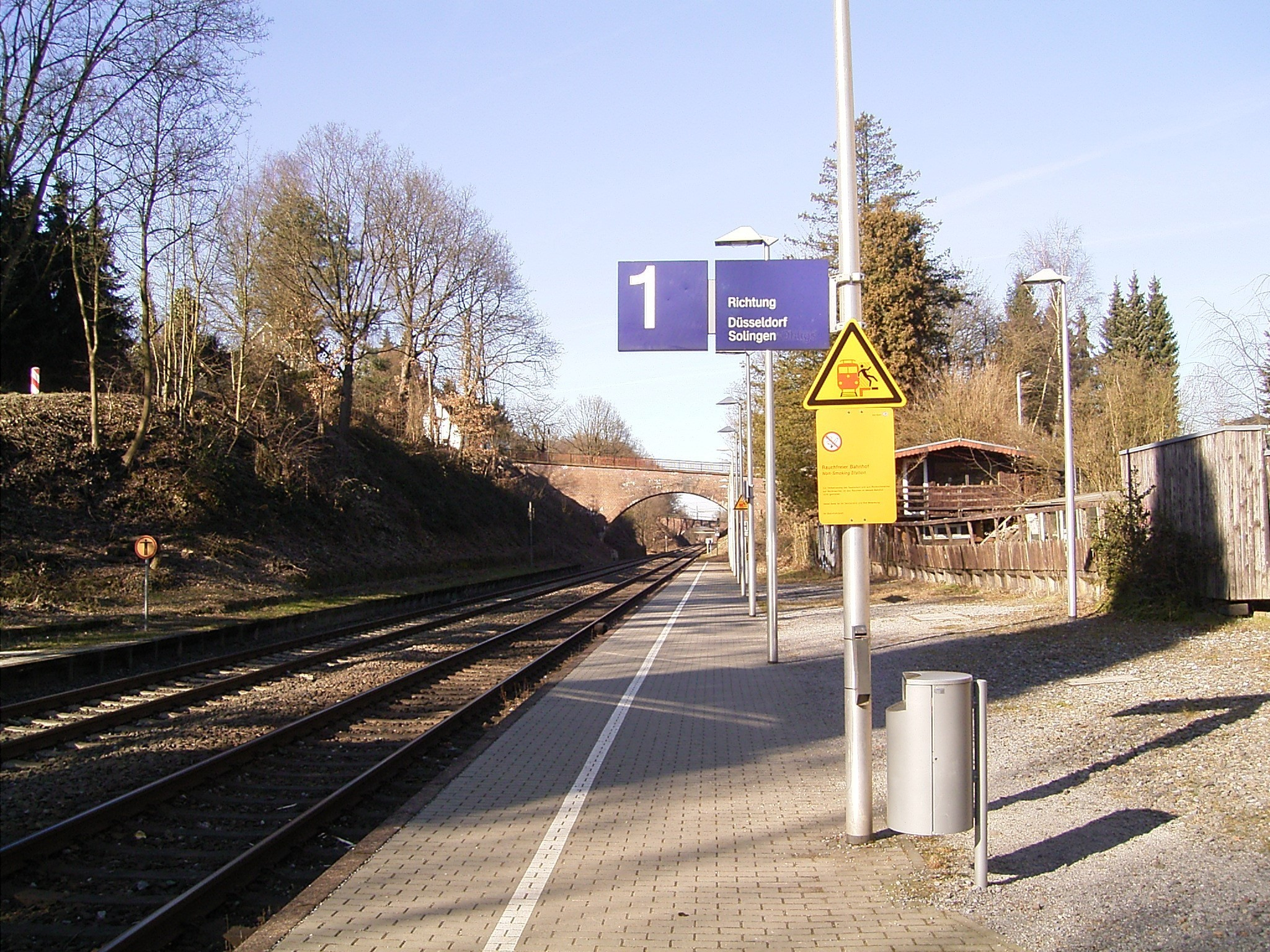
Haltepunkt Schaberg mit Gleis in Richtung Solingen, 2008

Im Schienenverkehr wird Solingen-Schaberg von der Linie S 7, dem sogenannten Müngstener, bedient.
| Linie | Verlauf | Takt                                               | Betreiber     |
| ----- | --- | -------------------------------------------------- | ------------- |
| S 7   | Der Müngstener: Wuppertal Hbf – W-Unterbarmen – W-Barmen – W-Oberbarmen – W-Ronsdorf – RS-Lüttringhausen – RS-Lennep – Remscheid Hbf – RS-Güldenwerth – SG-Schaberg – Solingen Mitte – SG-Grünewald – Solingen Hbf Stand: Fahrplanwechsel Dezember 2023 | 20 min (wochentags) 30 min (Wochenenden/Feiertage) | RheinRuhrBahn |